# Dinoponera gigantea
Espèce
Dinoponera gigantea est une espèce d’insectes de la famille des Formicidae (fourmis), de la sous-famille des Ponerinae, de la tribu des Ponerini et du genre Dinoponera.
En langue Kwaza de Rondônia, au Brésil, on l'appelle taramãçu ou uitsi.

## Description
Dinoponera gigantea est l'une des plus grandes espèces de fourmis au monde. Les femelles de cette espèce sont plus grandes que les mâles, avec des longueurs allant de 3 à 4 centimètres. Les femelles sont d'un noir foncé, tandis que les mâles beaucoup plus petits sont de couleur rouge foncé. [citation nécessaire]

## Localisation
Dinoponera gigantea est présente uniquement en Amérique du Sud. On l'a trouvée sur les côtes du Guyana, dans les États brésiliens d'Amazonas, de Pará y compris sur l'île de Marajó, de Mato Grosso, de Mato Grosso do Sul et de Maranhão, ainsi que dans la province de Loreto au Pérou. On rapporte que Dinoponera gigantea est commune dans les forêts non inondées près de Belém, au Pará. Il est probable que Dinoponera gigantea se trouve également en Guyane française, au Suriname, au Venezuela et dans le sud-est de la Colombie, car ces régions sont adjacentes aux localités connues de Dinoponera gigantea et présentent un habitat similaire de forêt tropicale de plaine.

## Nidification
Les colonies de D. gigantea ont jusqu'à huit entrées menant à leurs chambres souterraines, chacune ayant un diamètre de 3 à 8 centimètres. Comme c'est typique pour les fourmis, les entrées sont entourées par le sol excavé pour construire le nid, mais contrairement à d'autres espèces, aucun monticule n'est formé. Les nids ont été trouvés à environ 40 centimètres de profondeur, avec des chambres mesurant environ 3 centimètres de hauteur et 20 centimètres de largeur.
Dans certains cas, l'espèce est polydomique, une seule colonie occupant et entretenant plusieurs nids simultanément. Des cas de ce comportement particuliers ont été enregistrés dans l'étude de Fourcassie et Oliveira en 2002, qui a observé des colonies utilisant plusieurs nids dont les entrées étaient espacées de 40 à 250 centimètres.

## Recherche de nourriture
L'activité à l'extérieur du nid atteint son paroxysme au lever et au coucher du soleil, bien que certaines activités puissent également se produire la nuit. Les fourmis recherchent la nourriture seuls, généralement dans un rayon d'environ 10 mètres (33 pieds) du nid. Les objets ramenés varient de 10 à 400 milligrammes et sont très diversifiés, comprenant à la fois des matières végétales et animales. Les articles alimentaires incluent des fruits de plantes vismia, des graines d'inga, ainsi que divers petits animaux tels que des araignées, des grillons et des escargots. Un nombre relativement faible, environ 10 %, des sorties de recherche de nourriture s'avèrent fructueuses. Les sorties de recherche fructueuses durent généralement de trente à soixante minutes, mais peuvent durer jusqu'à trois heures.

## Territorialisme
Les colonies voisines de D. gigantea ont des zones de recherche distinctes. Lorsque des fourmis de différentes colonies se rencontrent à la frontière de ces zones, elles se font face en verrouillant leurs mandibules. Les deux fourmis se touchent alors mutuellement la tête avec leurs antennes tout en donnant des coups de pattes avant. À un moment donné, l'une des fourmis prend une position dominante et finit par mordre l'autre sur le dessus de la tête, tout en pressant le gastre contre le corps du perdant. L'affrontement peut durer jusqu'à une demi-heure. Dans l'étude de Fourcassie et Oliveira, il a été constaté que les deux fourmis étaient systématiquement indemnes à la fin de l'interaction.